# John Michael Bishop
John Michael Bishop (York, 22 de fevereiro de 1936) é um microbiologista estadunidense.
Foi agraciado com o Nobel de Fisiologia ou Medicina de 1989.

## Pesquisa
Grande parte desse trabalho foi realizado em conjunto com Harold Varmus em uma parceria científica notavelmente longa. Sua realização mais conhecida  foi a identificação de um gene celular (c-src) que deu origem ao oncogene v-src do vírus do sarcoma de Rous, um vírus causador de câncer isolado pela primeira vez de um sarcoma de galinha por Peyton Rous em 1910. A descoberta desencadeou a identificação de muitos outros proto-oncogenes celulares – progenitores de oncogenes virais e alvos de mutações que levam a cânceres humanos.